# Achille Naudin
Pour les articles homonymes, voir Naudin.
Achille Naudin est un avocat, agriculteur et homme politique français né le 23 juillet 1888 à Tintury, dans la Nièvre, décédé le 26 février 1967.

## Biographie
Fils d'agriculteurs, il devient docteur en droit puis docteur en sciences politiques et économiques et s'inscrit en 1911 au barreau de Nevers. Également exploitant agricole, il devient président de la Chambre départementale d'agriculture puis membre du Conseil supérieur de l'Agriculture.
Maire de Nolay (Nièvre) de 1919 jusqu'à la chute de la Troisième République, il brigue, en 1932, un siège de sénateur sous les couleurs des Radicaux indépendants. Élu de justesse, il siège au Sénat à partir de 1933, au sein du groupe de l'Union démocratique et radicale. Il deviendra secrétaire de la Chambre haute en 1940.
Le 10 juillet 1940, il approuve la remise des pleins pouvoirs au Maréchal Pétain. Inéligible pour cause de collaboration depuis 1945, il ne retrouve pas de mandat parlementaire sous la Quatrième République. Il bénéficiera de la loi d'amnistie de 1953.